# Bric
Die Rotweinsorte Bric ist eine Neuzüchtung, die am Istituto Sperimentale per la Viticoltura in Conegliano (Venetien) zwischen den Rebsorten Barbera und Nebbiolo gekreuzt wurde. Heute heißt das Institut CENTRO DI RICERCA PER LA VITICOLTURA. Züchter war der ehemalige Direktor des Instituts, Giovanni Dalmasso (1886–1974). Fast zur gleichen Zeit entstand auch die Rebsorte Albarossa.
Bric reift ca. 30 Tage nach dem Gutedel und gehört damit zu den spätreifenden Rebsorten der mittleren dritten Reifungsperiode (siehe das Kapitel im Artikel Rebsorte).  Sie ist eine Varietät der Edlen Weinrebe (Vitis vinifera).
Abstammung: Barbera x Nebbiolo

## Synonyme
Von der Rebsorte Bric sind noch die Züchtungsnummern Dalmasso 16-34, Dalmasso XVI-34, Incrocio Dalmasso 16-34 und Incrocio Dalmasso XVI-34 bekannt.